# Deuxième exposition des impressionnistes
Pour les articles homonymes, voir Exposition impressionniste.
La deuxième exposition des impressionnistes, s'est tenue du 30 mars au 30 avril 1876 à Paris, dans la galerie Durand-Ruel, et a rassemblé 252 œuvres réalisées par dix-neuf peintres impressionnistes.

## Historique

### Organisation
La deuxième exposition des impressionnistes se tient deux ans après la première, du 30 mars au 30 avril 1876. Elle est organisée par le galeriste Paul Durand-Ruel, dans sa propre galerie du 11 rue Le Peletier : il la loue aux artistes pour 3 000 francs (pour moitié payée d'avance, l'autre moitié récupérée sur les ventes des œuvres). Tout comme la première exposition, cette édition ne porte aucun qualifiant officiel : le terme « impressionniste » n'apparaît qu'après coup, popularisé par les critiques d'art par voie de presse. 
Cette seconde exposition est précédée par de nombreuses dissensions : treize des peintres exposant lors de la première édition se désistent, soit parce qu'ils sont déçus, soit comme Paul Cézanne qu'ils refusent d'exposer chez un marchand de tableaux considérant « qu'il faut exposer soit dans un salon officiel, soit chez soi c'est-à-dire dans un local loué par les artistes eux-mêmes. »[réf. nécessaire] Finalement, 17 des 30 participants à la 1re édition ne renouvellent pas l'expérience.
Cependant, la 2e exposition attire des nouveaux venus : Gustave Caillebotte, que Giuseppe De Nittis a poussé à exposer avec les indépendants, et d'anciens amis d'Edgar Degas : Alphonse Legros, qui vit en Angleterre où Camille Pissarro l'a rencontré en 1871, Marcellin Desboutin revenu d'Italie, Charles Tillot et Jacques François. L'exposition rassemble donc 19 artistes, qui exposent au total 252 œuvres.

### Réactions
Les visiteurs sont moins nombreux qu'à la première exposition. Les journalistes le sont également moins, malgré le dévouement de Victor Chocquet qui essaie de convaincre la critique.
L'exposition attire tout d'abord des articles favorables, notamment dans Le Gaulois : un article rédigé par Alexandre Pothey (qui a succédé à Jules Barbey d'Aurevilly) affirme qu'il est idiot de traiter les impressionnistes de communards. « ... des dissidents tout au plus groupés et associés afin de montrer au public l'ensemble de leur œuvre dans d'excellentes conditions de place et de lumière que le Salon ne sautait leur offrir. » Alexandre Pothey est en particulier un ardent défenseur de Degas. Mais ni Pothey, qui écrit également favorablement dans La Presse, ni Louis Edmond Duranty, qui rédige une brochure intitulée La Nouvelle peinture, à propos du groupe d'artistes qui exposent dans les galeries de Durand-Ruel, ni Armand Silvestre dans L'Opinion nationale, ni la mise au point de Jules-Antoine Castagnary dans Le Siècle, n'arrivent à convaincre une opinion générale mal disposée à l'égard des impressionnistes.
La Revue politique et littéraire, et Le Moniteur universel mettent leurs lecteurs en garde contre « les intransigeants de l'art ». En particulier, Albert Wolff dans Le Figaro du 3 avril 1876, présente ainsi l'exposition : 

« La rue Le Peletier a du malheur. Après l'incendie de l'Opéra, voici un nouveau désastre qui s'abat sur le quartier. On vient d'ouvrir chez Durand Ruel une exposition qu'on dit être de peinture. Le passant inoffensif attiré, par les drapeaux qui décorent la façade, entre, et à ses yeux épouvantés, s'offre un spectacle cruel. Cinq ou six aliénés dont une femme, un groupe de malheureux atteint de la folie de l'ambition, s'y sont donné rendez-vous pour exposer leur œuvre... »

Les ventes des œuvres sont toutefois suffisantes : les artistes récupèrent la somme avancée à Paul Durand-Ruel.

## Artistes participants
Les artistes suivants participent à l'exposition (entre parenthèses, le nombre d'œuvres présentées) :
- Édouard Béliard (8)
- Pierre-Isidore Bureau (8)
- Gustave Caillebotte (8 dont Les Raboteurs de parquet)
- Adolphe-Félix Cals (11)
- Edgar Degas (24 dont Le Bureau de coton à La Nouvelle-Orléans)
- Marcellin Desboutin (13 tableaux, dont Le Chanteur des rues et Le Violoncelliste)
- Jacques François (8 ; serait le pseudonyme d'une femme peintre qui expose également l'année suivante lors de la 3e exposition, avant de disparaître[6])
- Alphonse Legros (12)
- Ludovic-Napoléon Lepic (36)
- Léopold Levert (9)
- Jean-Baptiste Millet (10 ; frère de Jean-François Millet)
- Claude Monet (18, dont La Japonaise, Le Bassin d'Argenteuil et Boulevard des Capucines)
- Berthe Morisot (17)
- Léon-Auguste Ottin (14)
- Camille Pissarro (12)
- Auguste Renoir (18)
- Henri Rouart (10)
- Alfred Sisley (8, dont L'Inondation à Port-Marly)
- Charles Tillot (8)